# Springfield Modelo 1873
El Springfield Modelo 1873 fue el primer fusil de retrocarga estándar adoptado por el Ejército de los Estados Unidos (aunque el Modelo 1866 fue suministrado de forma limitada a las tropas que iban por la Ruta Bozeman en 1867). Esta arma, tanto en su variantes fusil como carabina, fue ampliamente utilizada en las batallas contra los nativos norteamericanos.
El Modelo 1873 era la quinta variante del mecanismo de retrocarga diseñado por Erskine S. Allin, siendo llamado "Springfield de trampilla" por su cerrojo con bisagra, que se abría como una trampilla. El fusil tenía un cañón con una longitud de 829 mm (325⁄8 pulgadas), mientras que la carabina tenía un cañón con una longitud de 560 mm (22 pulgadas). Fue reemplazado por un modelo mejorado, el Springfield Modelo 1884, que empleaba el mismo cartucho.    

## Proceso de selección
Entre 1872 y 1873, un comité militar dirigido por el Brigadier-General Alfred H. Terry examinó y probó 99 fusiles de diversas marcas nacionales y extranjeras, incluyendo los Springfield, Sharps, Peabody, Whitney, Spencer, Remington y Winchester, a fin de seleccionar un sistema de retrocarga para los fusiles y carabinas del Ejército estadounidense. Las armas eran probadas para precisión, fiabilidad, cadencia de disparo, y capacidad de resistir condiciones adversas. Se tomaron en consideración armas monotiro y con depósito, pero en aquel entonces, el fusil monotiro era considerado más fiable. Las pruebas de tiro se llevaron a cabo en el Arsenal de Springfield y Governor's Island, donde la cadencia de disparo promedio del Springfield fue de 8 disparos/minuto para reclutas y 15 disparos/minuto para soldados con experiencia. El comité recomendó al "Springfield No. 99", que pasaría a ser el Modelo 1873.

## Características de su munición

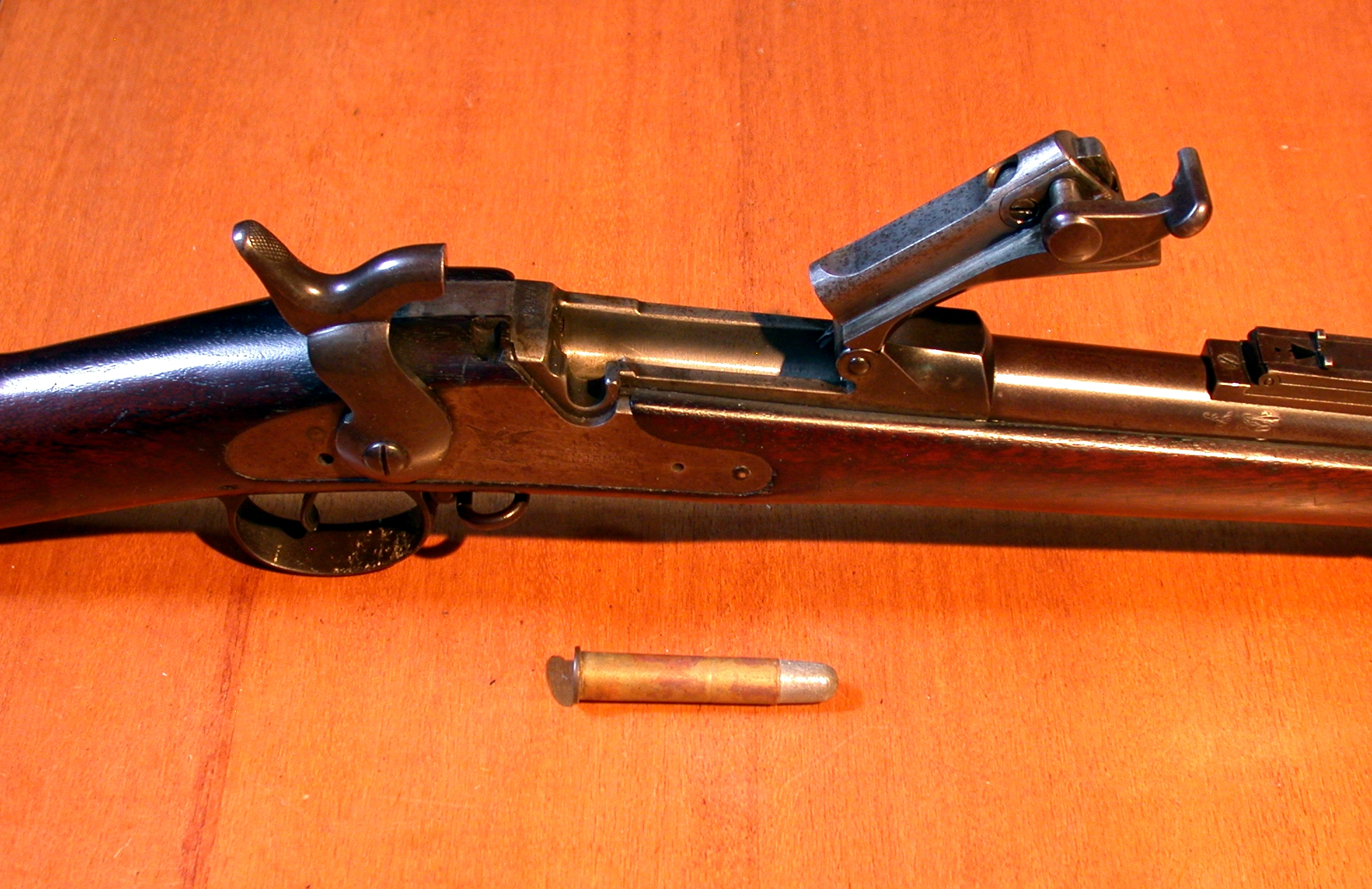
Un Modelo 1888, con el cerrojo abierto.

El Modelo 1873 empleaba el cartucho ".45-70-405". Tenía una velocidad de boca de 410 m/s (1.350 pies/s), haciéndolo un cartucho potente y efectivo para las tácticas de acoso de la época. También se produjo una versión con carga propulsora de 3,6 g (55 granos) de pólvora (carga de carabina), para reducir el retroceso y poder ser empleado por soldados de Caballería desde sus monturas. Este cartucho tenía una velocidad de boca de 340 m/s (1.100 pies/segundo) y un alcance efectivo menor.
El Springfield Modelo 1884 tenía una velocidad de boca de 401 m/s (1.315,7 pies/segundo) cuando disparaba una bala de plomo de 32,3 g (500 granos). La velocidad de boca de la carabina era de 350,52 m/s (1.150 pies/segundo). El Modelo 1884 producía una potencia de 2.068 J (1.525 pie-libra fuerza) a 91,4 m (100 yardas) y 762,37 J (562,3 pie-libra fuerza) a 914,4 m (1.000 yardas), con un alcance máximo de 3.200,4 m (3.500 yardas).

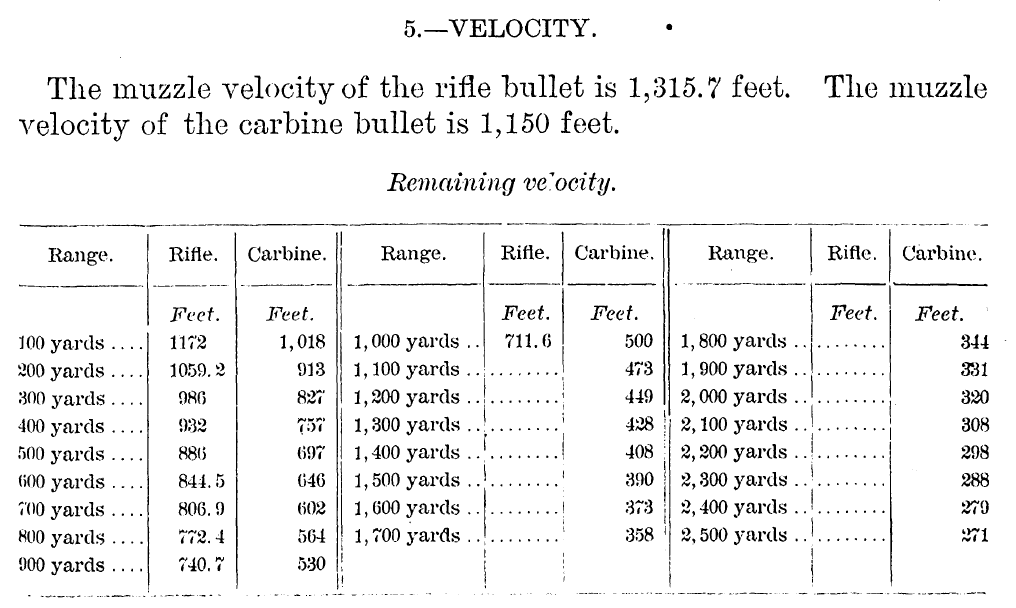
Tabla de velocidad del Springfield Modelo 1884.

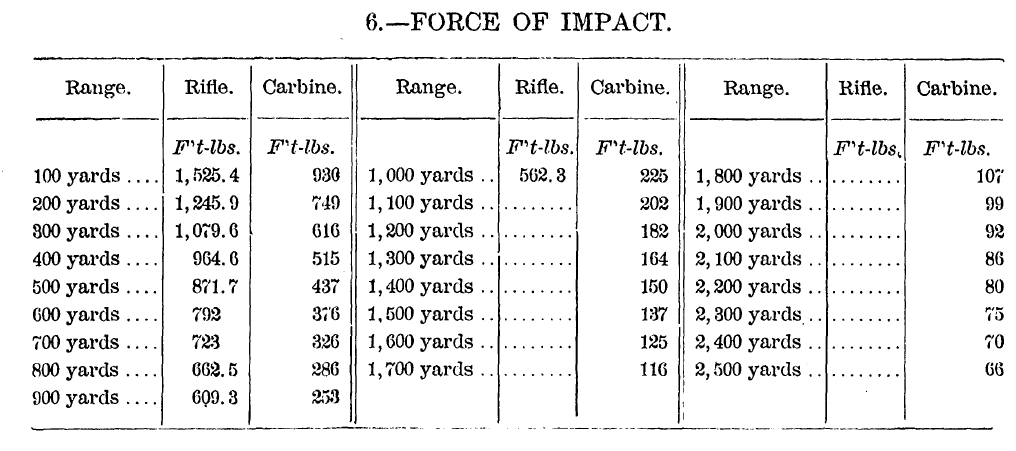
Tabla de fuerza de impacto del Springfield Modelo 1884.

La presión operativa de la recámara del Springfield Modelo 1873, disparando el cartucho .45-70-405, es de 19.000 psi. La presión operativa de la recámara del Springfield Modelo 1884, disparando el cartucho .45-70-500 es de 25.000 psi. 

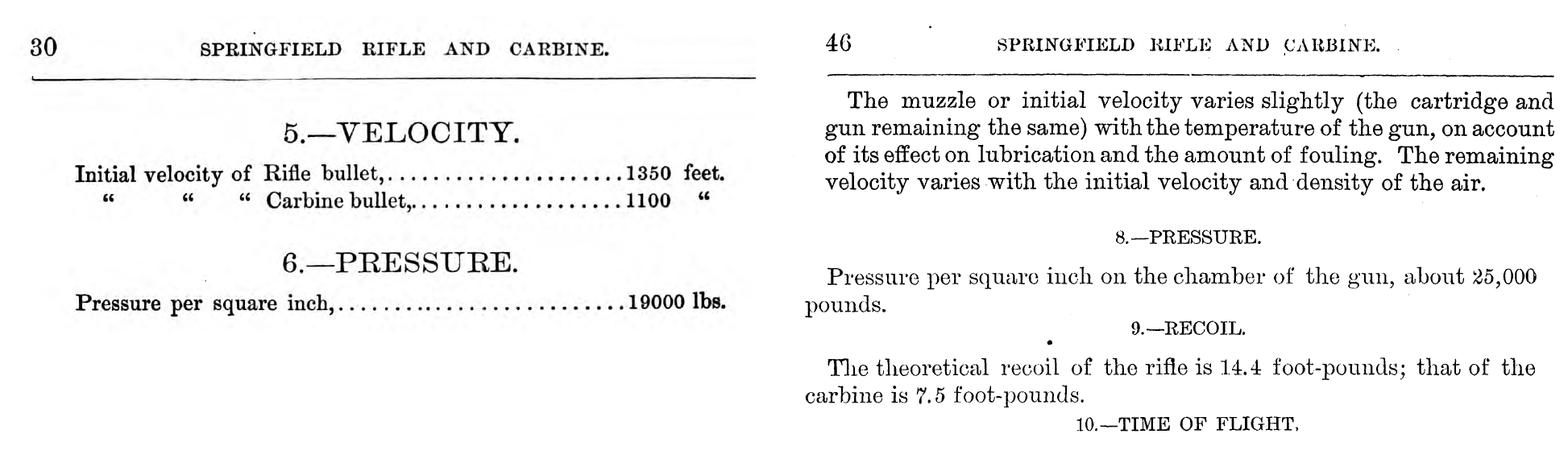
Según las pruebas del Departamento de Armamentos del Ejército de los Estados Unidos, el .45-70-405 producía una presión de 19.000 psi, mientras que el .45-70-500 producía una presión de 25.000 psi.

La precisión promedio del Springfield Modelo 1873 era un círculo con un radio promedio de 4,3 cm (1,7 pulgada) a una distancia de 914,4 m (100 yardas), corespondiendo a ~3,4 MDA. La precisión promedio del Springfield Modelo 1884 era un círculo con un radio promedio de 3,3 cm (1.3 pulgada) a una distancia de 914,4 m (100 yardas), correspondiendo a ~2,6 MDA. Por lo tanto, la precisión potencial del Springfield Modelo 1884 promedio es comparable a la del Mauser Kar 98k o la del M1 Garand.

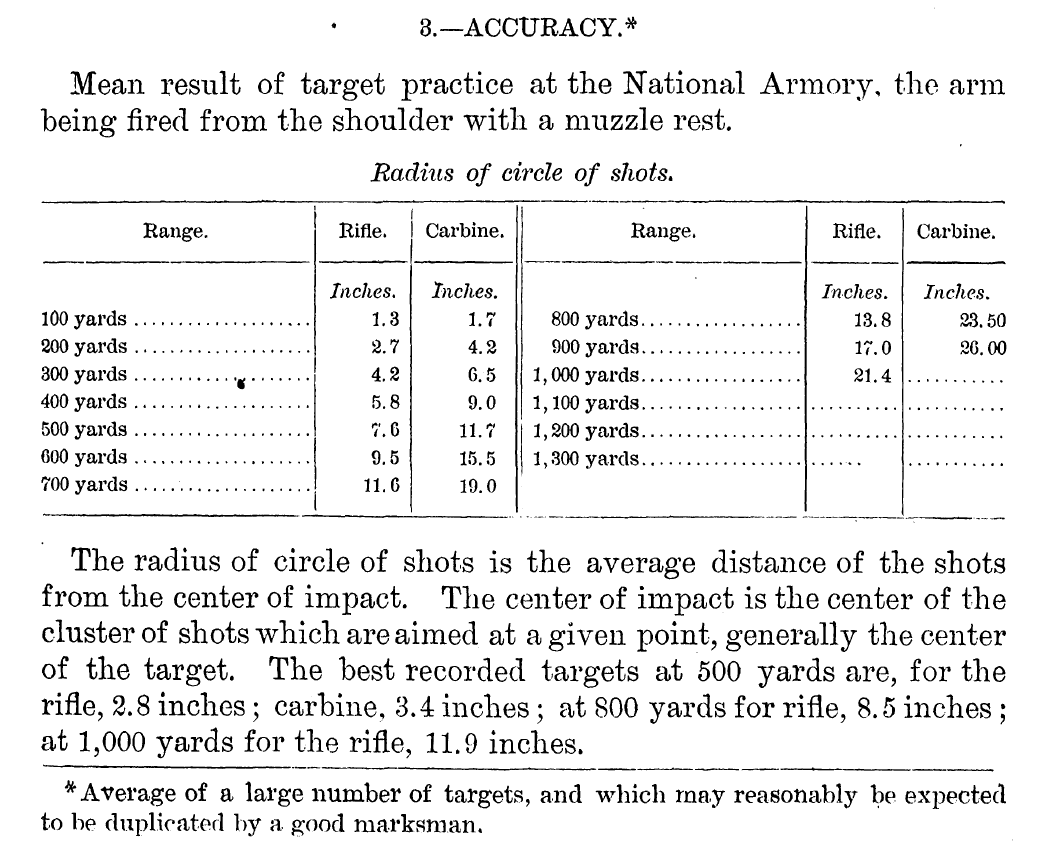
Tabla de precisión para el Springfield Modelo 1884.

Las pruebas del Departamento de Armamentos del Ejército de los Estados Unidos registraron que "Una persona entrenada puede disparar esta arma de 12 a 13 veces por minuto, cargando desde la cartuchera (también se alcanzó una cadencia de 25 disparos por minuto cargando desde la cartuchera)."

## Empleo en combate
El fusil fue originalmente suministrado con cartuchos que tenían casquillos de cobre y fue empleado en el Viejo Oeste durante la segunda mitad del siglo 19. Sin embargo, el pobre control de calidad de los casquillos de cobre y las malas condiciones de almacenamiento solían producir roturas de los mismos al disparar.
En el manual de instrucciones original del Springfield Modelo 1873 se lee: "Cuando el culote de un cartucho se separa al momento de disparar, la mejor forma de extraer las paredes del casquillo es retirar la bala de un cartucho y reducirla con un cuchillo o enrollándola, para que pueda ser insertada en la boca del cañón. Empuje fuertemente la bala con la baqueta mientras el cerrojo está cerrado; esto deformará la bala y se llenarán las paredes del casquillo. Abra el cerrojo, para poder empujar fácilmente la bala y las paredes del casquillo con la baqueta." Más tarde se les suministró a los soldados un extractor de casquillos rotos para solucionar este problema y los bloqueos.   
Tras la aniquilación del batallón del Teniente-Coronel George Armstrong Custer (armado con carabinas Modelo 1873 y sus respectivas municiones) en la Batalla de Little Big Horn, en junio de 1876, las investigaciones sugerían que el bloqueo de sus carabinas pudo haber sido un factor, aunque las excavaciones arqueológicas de 1983 descubrieron que solo el 3,4% de los casquillos recuperados mostraban señas de haber sido palanqueados de armas bloqueadas. Este hallazgo no tomó en cuenta los casquillos retirados con una baqueta u otro "palo", ni los fusiles bloqueados que fueron desbloqueados fuera del área del campo de batalla y de la muy limitada zona de prospección arqueológica. Cada arma del batallón de Custer pasó a ser propiedad de los indígenas. El Capitán Thomas French, comandante de la Compañía M, estuvo ocupado en desbloquear con la baqueta de su fusil las carabinas que los tiradores de la posición defensiva de Reno le pasaban. En consecuencia, el cartucho fue rediseñado con un casquillo de latón, porque este material no se expandía tanto como el cobre. Esto demostró ser una importante mejora, por lo que el latón fue el principal material empleado para los casquillos de los cartuchos militares estadounidenses desde entonces hasta el día de hoy. Después del desastre de Little Big Horn, a los soldados se les ordenó efectuar prácticas de tiro dos veces por semana.[cita requerida]
El Modelo 1873 con su cartucho de pólvora negra continuó siendo el principal fusil del Ejército estadounidense, hasta que fue gradualmente reemplazado por el fusil de cerrojo Springfield Modelo 1892 (basado en el Krag-Jørgensen noruego). Su reemplazo empezó en 1892; este sería el primer fusil militar estadounidense de calibre 7,62 mm (.30) que empleaba un cartucho de percusión central con pestaña cargado con pólvora sin humo. El Modelo 1873 todavía era empleado por unidades de segunda línea durante la Guerra hispano-estadounidense en Cuba y Filipinas, a pesar de que era una gran desventaja ante las fuerzas españolas armadas con fusiles de cerrojo Mauser Modelo 1893, que empleaban cartuchos 7 x 57 Mauser con pólvora sin humo.

## Galería

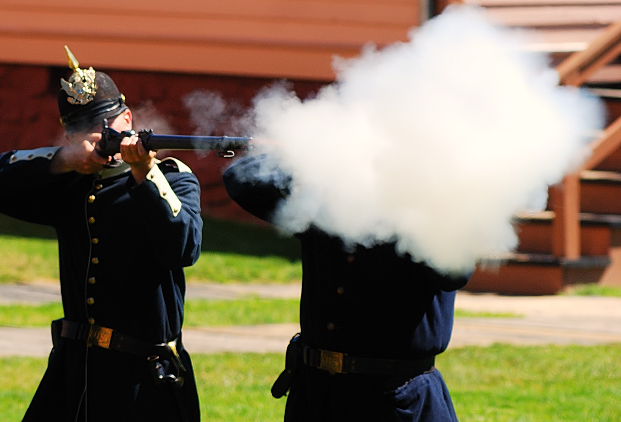
Recreador histórico disparando un Springfield Modelo 1873 en Fort Mackinac, 2008.
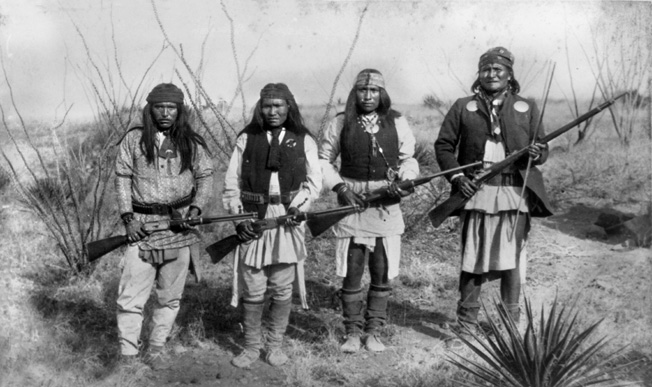
Gerónimo (a la derecha), llevando un Springfield Modelo 1873, junto a sus camaradas guerreros en 1886.
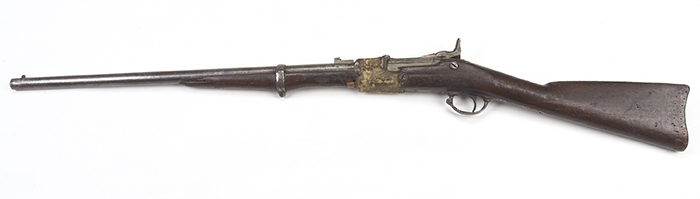
La carabina Springfield Modelo 1873 de Gerónimo.